# The Roots Of Sepultura
The Roots Of Sepultura (на български език – Корените на Сепултура) е сборен албум на бразилската траш метъл група Сепултура от 1996 година. Докато Roots е по-скоро експериментален и оригинален албум, тук целта на групата е била да се върне към ранните си дни на фактическо писане на песни и процес на записване, отколкото към примитивните и недоразвити идеи които маркират ранните издания на бандата. Липсата на достатъчно добра апаратура за записване и опитни специалисти в хевиметъла в Бразилия по това време, е причината за лошо продуцираните записи, които не са имали шанса да се съревновават със същите произведени в северна Америка или Европа. Факт, който е ясно осезаем в Bestial Devastation от 1985 г. и последвалия го Morbid Visions от 1986 г. Това съчетано с факта, че те са „грабнати“ от новопроходилия лейбъл Cogumelo от Бело Оризонти, още в първите месеци от създаването на групата, рефлектира в издаването на продукция без да са определили собственото си звучене и преди да са се развили като музиканти.
В процеса на събиране на материала в тази компилация, от редки записи от ранната история на групата, става ясно, че трудно се намира нещо с качествен звук неиздавано дотогава. Така албумът е запълнен с материал създаден в ерата Arise. Период който е признат за най-важен в развитието на групата.

## Списък на песните
1. Intro
2. C.I.U. (Criminals In Uniform)
3. Orgasmatron
4. Dead Embryonic Cells (Original Mix)
5. Desperate Cry (Original Mix)
6. Murder (Original Mix)
7. Under Siege (Regnum Irae) (Original Mix)
8. Necromancer (Demo Version)
9. The Past Reborns The Storms (Demo Version)
10. A Hora E A Vez Do Cabelo Nascer
11. Drug Me
12. Crucificados Pelo Sistema
13. Anticop (Live)
14. Intro (Live)
15. Arise (Live)
16. Inner Self (Live)
17. Mass Hypnosis (Live)
18. Escape To The Void (Live)
19. Troops Of Doom (Live)
20. Altered State (Live)

## Компилация
- Компилация: Monte Conner и Borivoj Krgin
- Мастеринг и асемблиране: George Marino в Sterling Sound
- Миксиране: Andy Wallace